# BFA Senior League
Die 2008 gegründete BFA Senior League ist die höchste Spielklasse der Bahamas Football Association, dem nationalen Fußballverband der Bahamas.

## Aktuelle Saison
An der Saison 2022/23 nahmen die folgenden 10 Mannschaften teil.
- Bears FC
- Dynamos FC
- Western Warriors SC
- Westside SC-Renegades FC
- Cavalier FC
- Future Stars FC
- Seventeen FC
- Baha Juniors FC
- United FC Orange
- University of the Bahamas FC Mingoes

## Modus
Von 1991 bis 2008 gab es auf den beiden Inseln Nassau (New Providence Football League) und Grand Bahama (Grand Bahama Football League) jeweils eine separate Liga und die Meisterschaft wurde durch ein Finalspiel der beiden Sieger ermittelt. Seit 2008 ist die Liga eingleisig und spielt unter dem Namen BFA Senior League.

## Alle Meister
| NP/GB Football League - 1991–92: Britam United - 1992–93: Britam United - 1993–94: Britam United - 1994–95: Britam United - 1995–96: Freeport FC - 1996–97: Cavalier FC - 1997–98: Cavalier FC - 1998–99: Cavalier FC - 1999–00: Abacom United FC - 2000–01: Cavalier FC - 2001–02: Finale nicht gespielt - 2002–03: Bears FC - 2003–04: Finale nicht gespielt - 2005: Finale nicht gespielt - 2005–06: Finale nicht gespielt - 2006–07: Finale nicht gespielt - 2007–08: Finale nicht gespielt | BFA Senior League - 2008–09: Bears FC - 2009–10: Bears FC - 2010–11: Bears FC - 2011–12: Bears FC - 2013: Bears FC - 2013–14: Lyford Cay FC - 2014–15: Western Warriors SC - 2015–16: Bears FC - 2016–17: Western Warriors SC - 2017–18: University of the Bahamas FC - 2018–19: Dynamos FC - 2020: abgebrochen.... - 2021: nicht ausgetragen - 2022–23: Western Warriors SC - 2023–24: Western Warriors SC |

## Anzahl der Titel
| Verein                       | Titel |
| ---------------------------- | ----- |
| Bears FC                     | 7     |
| Britam United                | 4     |
| Cavalier FC                  | 4     |
| Western Warriors SC          | 4     |
| Abacom United FC             | 1     |
| Freeport FC                  | 1     |
| Lyford Cay FC                | 1     |
| University of the Bahamas FC | 1     |
| Dynamos FC                   | 1     |